# تنگه‌وان
تنگه‌وان (به لاتین: Təngivan) یک منطقهٔ مسکونی در جمهوری آذربایجان است که در شهرستان لنکران واقع شده‌است.

## ریشه واژه
تنگه‌وان از دو واژه تالشی تنگ به‌معنی دره و مکان باریک و وان به‌معنی روستا یا آبادی تشکیل شده است و معنای کلی آن به‌صورت روستایی که میان دره باریک قرار گرفته است.